# Cờ Ngũ Hành
Cờ Ngũ Hành hay còn gọi Cờ Vũ Trụ là một trò chơi trí tuệ dành cho hai người, lấy cảm hứng từ âm dương ngũ hành và các vì sao xoay vần trong vũ trụ, trò chơi mô phỏng cuộc chiến tranh giữa ngày và đêm của các vì sao trong Thái Dương Hệ.

## Tác giả
Cờ Ngũ Hành là tác phẩm của nghệ nhân Nguyễn Văn Thiên, được Cục Bản quyền tác giả văn học nghệ thuật, Bộ Văn hóa - Thông tin (nay là Bộ Văn hóa, Thể thao và Du lịch) chính thức công nhận sản phẩm trí tuệ vào ngày 30 tháng 7 năm 2019.

## Bàn cờ
Trò chơi này diễn ra trên một bàn hình vuông, gọi là bàn cờ mô phỏng quỹ đạo trong hệ mặt trời, hình vuông do 7 đường dọc, 7 đường ngang và 10 đường chéo cắt nhau tạo thành 49 nút giao điểm là đường đi của quân cờ, ký hiệu màu đen. Trung tâm bàn cờ được ký hiệu bằng chấm tròn đỏ ở chính giữa. Ở góc ngoài bàn cờ được ký hiệu Tọa độ bằng chữ và số màu đen.
Chiều ngang : A B C D E F G
Chiều dọc : 1 2 3 4 5 6 7

## Quân cờ
Mỗi ván cờ lúc bắt đầu phải có đủ 22 quân chia đều cho mỗi bên 11 quân đen và 11 quân trắng, có 6 loại quân bao gồm Quân chủ, và Quân ngũ hành Kim, Thủy, Mộc, Hỏa, Thổ.
Mỗi hành có 2 quân giống nhau
Quân Chủ kí hiệu : Ngôi sao 5 cánh ngũ sắc mỗi cánh mang 1 màu tượng trưng cho ngũ hành
Quân Kim kí hiệu : Thanh kiếm màu ghi
Quân Thủy kí hiệu : Giọt nước màu xanh dương
Quân Mộc kí hiệu : Cây cối màu xanh lá
Quân Hỏa kí hiệu : Ngọn lửa màu đỏ
Quân Thổ kí hiệu : Ngọn núi màu vàng
2 bên phân biệt với nhau qua 2 màu cờ đen - trắng

## Thuật ngữ
- Tương khắc #: Ăn quân bị khắc chế (loại quân ra khỏi bàn cờ)
- Tương sinh =>: Tái sinh quân đã mất (đưa quân bị loại trở lại bàn cờ)
- Sinh điểm: Điểm trống xung quanh Quân Chủ. Khi Quân Ngũ Hành di chuyển vào sinh điểm sẽ có quyền tái sinh lại quân đã bị ăn mất.
- Điểm sinh: Vị trí đặt quân tái sinh. Quân được tái sinh sẽ đặt tại điểm trống xung quanh Quân Ngũ Hành đã di chuyển đến tương sinh.

## Cách chơi

Một trận cờ ngũ hành

### Cách đi
Theo luật âm dương 2 bên đi lần lượt .
- Ban ngày quân trắng đi trước (do Dương thịnh Âm suy)
- Ban đêm quân đen đi trước (do Âm thịnh Dương suy)

Tất cả các quân cờ đều có cách đi giống như nhau. Đi từng bước một trên tất cả các hướng khi không bị cản. Có thể bỏ lượt.

### Cách ăn quân
- Quân chủ bên Trắng tương khắc với toàn bộ quân đen và ngược lại
- Quân ngũ hành Kim, Thủy, Mộc, Hỏa, Thổ đều tương khắc và ăn được quân chủ bên đối phương.
- Khi quân ngũ hành hai bên ăn nhau phải theo quy luật tương khắc (Kim # Mộc # Thổ # Thủy # Hỏa # Kim). Trong phạm vi 1 bước có thể ăn quân thế chỗ.

### Cách tái sinh quân
Tái sinh quân theo quy luật tương sinh:
Di chuyển Quân Ngũ Hành vào Sinh Điểm là " vị trí trống nằm xung quanh Quân Chủ " và tái sinh ra quân đã mất theo luật tương sinh. Quân mới tái sinh sẽ đặt tại Điểm Sinh nằm xung quanh vị trí quân đã di chuyển đến tương sinh.
(Kim => Thủy => Mộc => Hỏa => Thổ => Kim)
Ví dụ : Mô tả các bước tái sinh quân bằng 3 giai đoạn
Giai Đoạn 1: Khi đến lượt, người chơi di chuyển Quân Hỏa đến vị trí trống cạnh Quân Chủ
Giai Đoạn 2: Trường hợp này người chơi sẽ được quyền lựa chọn tái sinh ra Quân Thổ đã bị đối thủ ăn mất hoặc quyết định từ bỏ quyền tái sinh quân này.
Giai Đoạn 3: Nếu lựa chọn tái sinh, người chơi sẽ đặt Quân Thổ xung quanh vị trí tuỳ chọn cạnh Quân Hỏa.
Các ví dụ tóm tắt tương tự:
Quân Thổ di chuyển đến cạnh Quân Chủ sẽ sinh ra Quân Kim đặt xung quanh Quân Thổ
Quân Kim di chuyển đến cạnh Quân Chủ sẽ sinh ra Quân Thủy đặt xung quanh Quân Kim
Quân Thủy di chuyển đến cạnh Quân Chủ sẽ sinh ra Quân Mộc đặt xung quanh Quân Thủy
Quân Mộc di chuyển đến cạnh Quân Chủ sẽ sinh ra Quân Hỏa đặt xung quanh Quân Mộc
Quy ước.
1. Mỗi hành giới hạn 2 quân việc tái sinh quân tùy thuộc vào số quân đã mất đi ,khi 1 hành còn đủ 2 quân sẽ không tái sinh thêm được nữa.
2. Tái sinh quân khi đủ điều kiện là không bắt buộc ,tùy theo chiến thuật của người chơi.

### Cách cản quân
Dùng quân không có quan hệ tương khắc với quân đối thủ để cản đường quân của đối thủ.
Quân KIM bị 3 Quân: THỔ, KIM, THUỶ của đối phương cản đường.
Quân THUỶ bị 3 Quân: KIM, THUỶ, MỘC của đối phương cản đường.
Quân MỘC bị 3 Quân: THUỶ, MỘC, HOẢ của đối phương cản đường.
Quân HOẢ bị 3 Quân: MỘC, HOẢ, THỔ của đối phương cản đường.
Quân THỔ bị 3 Quân: HOẢ, THỔ, KIM của đối phương cản đường.